# Jagdstaffel 13
A Jagdstaffel 13, conhecida também por Jasta 13, foi um esquadra de aeronaves da Luftstreitkräfte, o braço aéreo das forças armadas alemãs durante a Primeira Guerra Mundial. Formada com pilotos de aeronaves Fokker da Eindecker-Staffel I e da Eindecker-Staffel II, a Jasta 13 alcançou a sua primeira vitória no dia 22 de Janeiro de 1917, acumulando até à sua extinção um total de 109 vitórias aéreas, tendo perdido 12 pilotos mortos em acção.

## Aeronaves
- Fokker D.VII
- Fokker DR.I